# Бондаренко, Борис Андреевич
Борис Андреевич Бондаренко (1923—2007) — советский военный деятель и педагог, кандидат военных наук, генерал-майор. Начальник Пермского высшего военного командного училища (1971—1973).

## Биография
Родился 15 марта 1923 года в Омске.
С 1940 по 1942 год обучался в Томском артиллерийском училище. С 1942 по 1945 год участник Великой Отечественной войны в составе 691-го артиллерийского полка 237-й стрелковой дивизии в должностях командир взвода, командир артиллерийской батареи, с 1943 года — командир 3-го и 2-го артиллерийского дивизиона и с 1945 года — заместитель командира артиллерийского полка. Воевал в составе Воронежского, 1-го и 4-го Украинского фронтах. 
С 1945 по 1947 год служил в артиллерийских частях Закавказского военного округа в должностях командира артиллерийского дивизиона и начальника дивизионной школы сержантского состава. С 1947 по 1948 год обучался в Ленинградской высшей офицерской артиллерийской школе. С 1948 по 1955 год на педагогической работе в Ленинградской высшей офицерской артиллерийской школе в качестве преподавателя и старшего преподавателя. С 1955 по 1959 год обучался на командном факультете Военной артиллерийской командной академии, которую окончил с отличием. С 1959 года служил в составе Ракетных войск стратегического назначения СССР. С 1959 по 1962 год — командир 615-го гвардейского артиллерийского полка в составе 37-й гвардейской ракетной дивизии, в составе полка состояли два дивизиона с восемью пусковыми установками с жидкостными одноступенчатыми баллистическими ракетами средней дальности наземного базирования «Р-12».
С 10 марта по 27 сентября 1962 года — начальник штаба и заместитель командира 43-й гвардейской ракетной дивизии. С 1962 по 1964 год — начальник штаба и заместитель командира, а с 1964 по 1971 год — командир 50-й ракетной дивизии, в составе 43-й ракетной армии. В частях дивизии под руководством Б. А. Бондаренко состояли стратегические пусковые ракетные установки  с жидкостной одноступенчатой  баллистической ракетой наземного базирования «Р-12У». В 1967 году Постановлением СМ СССР Б. А. Бондаренко было присвоено воинское звание генерал-майор. С 1971 по 1973 год — начальник Пермского высшего военного командного училища. С 1973 по 1985 год служил в центральном аппарате Министерства обороны СССР в должности руководителя отдела Главного управления военно-учебных заведений.
С 1985 года в запасе.
Скончался 18 ноября 2007 года в Москве.

## Награды
- два ордена Красного Знамени (1945, 1971)
- Орден Александра Невского (29.10.1944)
- Орден Отечественной войны I (07.02.1944) и II (03.10.1943) степени
- Орден Красной Звезды
- Орден «За службу Родине в Вооружённых Силах СССР» III степени
- Медаль «За боевые заслуги»
- Медаль «За победу над Германией в Великой Отечественной войне 1941—1945 гг.»[7][8][1]